# Pretty Much Your Standard Ranch Stash
Pretty Much Your Standard Ranch Stash es el sexto álbum de estudio del cantautor estadounidense Michael Nesmith. Fue publicado en septiembre de 1973 a través de RCA Victor.

## Recepción de la crítica
Un escritor no especificado de la revista Cash Box escribió: “Esta es una delicia country con el propio humor de Mike condimentando la excelente composición y ejecución que tan distintivamente caracterizan este LP. [...] Un experto en transmitir la sutileza de baladas y melodías dinámicas, parece estar en su momento más creativo en la suave y relajante «Prairie Lullaby»”. Un escritor no especificado de la revista Billboard declaró: “Es una pena que Mike Nesmith no sea una estrella en toda regla. Es un excelente cantante y compositor que puede encajar con facilidad en el género pop o country y que logra abarcar ambos. Quizás todavía exista cierto estigma sobre haber pertenecido a The Monkees, pero esto debería haberse olvidado hace mucho tiempo. En este set, el sexto para RCA, ha vuelto a elegir a algunos de los mejores músicos de sesión, especialmente a Red Rhodes con pedal steel, y ha escrito su habitual excelente selección de temas que van desde el honky tonk country hasta el pop sólido. La voz no es perfecta, pero es buena y expresiva. Y Nesmith también produjo y arregló el decorado”. Un escritor no especificado de la revista Record World comentó: “Su último álbum está lleno de canciones exuberantes como «Born to Love You», así como melodías suaves como «Continuing» y «Prairie Lullaby». La producción y los arreglos de Nesmith son buenos, al igual que su voz rica y cálida”.

## Lista de canciones
Todas las canciones escritas y compuestas por Michael Nesmith, excepto donde esta anotado. 
| Lado uno |                                                  |          |  |
| N.º      | Título                                           | Duración |  |
| 1.       | «Continuing»                                     | 3:55     |  |
| 2.       | «Some of Shelly's Blues»                         | 3:20     |  |
| 3.       | «Release»                                        | 3:50     |  |
| 4.       | «Winonah» (Nesmith, Linda Hargrove, James Miner) | 3:50     |  |

| Lado dos | |          |  |
| N.º      | Título | Duración |  |
| 1.       | «Born to Love You» (Cindy Walker) | 3:52     |  |
| 2.       | «Medley: The Back Porch and a Fruit Jar Full of Iced Tea» a). «The F.F.V.» (tradicional, arr. por Nesmith) b). «Uncle Pen (Bill Monroe)» | 8:13     |  |
| 3.       | «Prairie Lullaby» (Billy Hill) | 4:08     |  |

- Los lados uno y dos fueron combinados como pista 1–7 en la reedición de CD.

| Bonus tracks (2023 7a Records reissue) |                                       |          |  |
| N.º                                    | Título                                | Duración |  |
| 8.                                     | «Marie's Theme» (alternative version) | 4:10     |  |

## Créditos y personal
Créditos adaptados desde las notas de álbum de Pretty Much Your Standard Ranch Stash.
Músicos
- Michael Nesmith – voces, guitarra acústica y rítmica
- O.J. “Red” Rhodes – guitarra de acero con pedal, Dobro
- Jay Lacy – guitarra eléctrica
- Dr. Robert K. Warford – guitarra eléctrica, banjo
- David Barry – piano
- Billy Graham – guitarra bajo, violín tradicional
- Danny Lane – batería, percusión

Personal técnico
- Michael Nesmith – productor, arreglos
- Glenn Gretlund – productor ejecutivo
- Norman Seeff – fotografía
- Frank Mulvey – diseño de portada original
- Tim Johnson – ilustración en la reedición
- Peter Abbott – ingeniero de audio, mezclas
- Lehan Kent Tunks – ingeniero de audio, mezclas
- Dave Blackman – remasterización